# Rajmahal
Rajmahal là một thành phố và là một khu vực quy hoạch (notified area) của quận Sahibganj thuộc bang Jharkhand, Ấn Độ.

## Nhân khẩu
Theo điều tra dân số năm 2001 của Ấn Độ, Rajmahal có dân số 17.974 người. Phái nam chiếm 52% tổng số dân và phái nữ chiếm 48%. Rajmahal có tỷ lệ 48% biết đọc biết viết, thấp hơn tỷ lệ trung bình toàn quốc là 59,5%: tỷ lệ cho phái nam là 55%, và tỷ lệ cho phái nữ là 39%. Tại Rajmahal, 19% dân số nhỏ hơn 6 tuổi.